# تور دبلیو
تور دبلیو (انگلیسی: Tour W) ساختمان اداری ۳۱ طبقه مستقر در لا دفانس، فرانسه است، که در سال ۱۹۷۳ احداث گردید.